# Jurong Birdpark

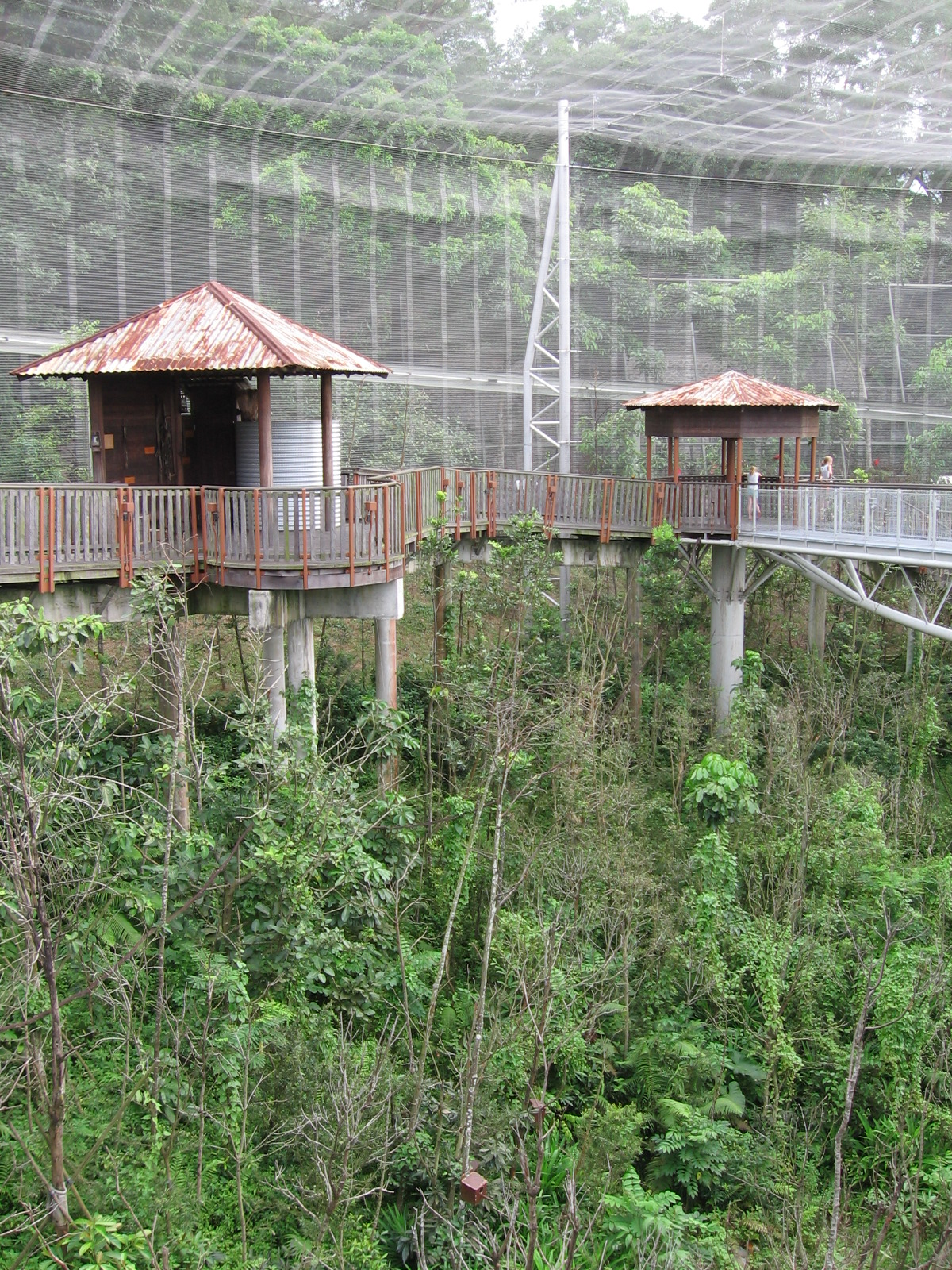
Lori Landing

Het Jurong Birdpark is een van de vier dierentuinen van Singapore. Het ligt in het stadsdeel Jurong nabij het Groene Hart van Singapore. Jurong Birdpark werd geopend op 3 januari 1971 en het is een van de grootste vogelparken ter wereld met zo'n 3500 vogels van meer dan 400 soorten. Het enige vogelpark dat dit overtreft is Walsrode Weltvogelpark in Duitsland.
In 2022 zal een grootschalige verplaatsing plaatsvinden. Een nieuw vogelpark wordt gebouwd binnen de Mandai Wildlife Group waar ook River Wonders, Singapore Zoo en de Night Safari toe behoren. Samen met het Rainforest Wild dat ook in ontwikkeling is, zullen alle 5 de dierentuinen van Singapore in hetzelfde gebied gelegen zijn. Bij de verwachte opening in 2022 krijgt het nieuwe vogelpark de naam Bird Paradise. De vogels van Jurong Birdpark zullen verhuist worden en het oude park zal dan permanent zijn deuren sluiten.

## Beschrijving
Jurong Birdpark bestaat uit verschillende kleine tot zeer grote volières, diverse vijvers en enkele gebouwen met binnenverblijven. De opvallendste volières zijn de Waterfall Aviary met Aziatische vogels en een dertig meter hoge waterval die de grootste kunstmatige waterval ter wereld is, de Lorikeet Landing met honderden Aziatische en Australische papegaaien waaronder de regenbooglori (Trichoglossus haematodus) die gevoerd mogen worden met speciaal te koop voedsel, en de Birds of Paradise Aviary met verschillende paradijsvogels waaronder de twaalfdraderige paradijshop (Seleucidis melanoleuca) die het Jurong Birdpark als eerste dierentuin ter wereld succesvol wist te fokken. In de diverse vijvers leeft een grote flamingogroep en alle zeven soorten pelikanen. Er zijn twee gebouwen met binnenverblijven, één met pinguïns en één met nachtactieve vogels als uilen en de kwak (Nycticorax nycticorax).
In een roofvogelshow worden onder de Brahmaanse wouw (Haliastur indus), de witbuikzeearend (Haliaeetus leucogaster), de kuifcaracara (Polyborus plancus) en de sneeuwuil (Nyctea scandiaca) getoond.
Onder andere wilde ooievaars, koereigers en agamen leven vrij in het Jurong Birdpark.